# Najwyższa Rada Starożytności
Najwyższa Rada Starożytności (arab. المجلس الأعلى للآثار, ang. Supreme Council of Antiquities) – egipska instytucja państwowa (administracyjnie departament Ministerstwa Kultury) odpowiedzialna za konserwację i ochronę starożytnych zabytków na terenie Egiptu a także za regulacje prawne z tym związane, utworzona na bazie Egipskiej Organizacji ds. Starożytności (ang. Egyptian Antiquities Organization, EAO, dawnej Egipskiej Służby Starożytności), funkcjonująca w latach 1994–2011 a następnie przekształcona w samodzielne Ministerstwo Starożytności (ang. Ministry of State for Antiquities).  

## Historia

### Egipska Służba Starożytności
W 1858 roku Sa’id Pasza wydał zarządzenie o utworzeniu Egipskiej Służby Starożytności (org. Service des Antiquités), by ukrócić wywóz starożytnych artefaktów a na jej dyrektora nominował francuskiego archeologa Auguste'a Mariette`a (1821–1881). Mariette przyjechał do Egiptu w 1850 roku i odkrył w Sakkarze Serapeum. Po jego usilnych namowach, Sa’id Pasza zgodził się założyć Muzeum Egipskie – pierwsze muzeum narodowe na Bliskim Wschodzie. Egipska Służba Starożytności prowadziła własne prace wykopaliskowe oraz nadzorowała prace zagranicznych misji archeologicznych.

### Najwyższa Rada Starożytności
W 1960 roku Służba Starożytności została przeniesiona z Ministerstwa Edukacji do Ministerstwa Kultury, a w 1971 roku została przemianowana na Egipską Organizację ds. Starożytności (ang. Egyptian Antiquities Organization, EAO). W 1994 roku nazwa departamentu została zmieniona na Najwyższą Radę Starożytności (ang. Supreme Council of Antiquities, SCA), której pierwszym sekretarzem generalnym został Mohammed Abdel Halim Nur el-Din (1993–1996). W styczniu 2011 roku rada została przekształcona w samodzielne ministerstwo – Ministerstwo Starożytności (ang. Ministry of State for Antiquities). 

## Organizacja
Na czele Rady stali:
- 1993–1996 Mohammed Abdel Halim Nur el-Din
- 1996– 1997 Ali Hassan
- 1997–2002 Gaballa Ali Gaballa
- 2002–2011 Zahi Hawass